# Università di Stoccarda

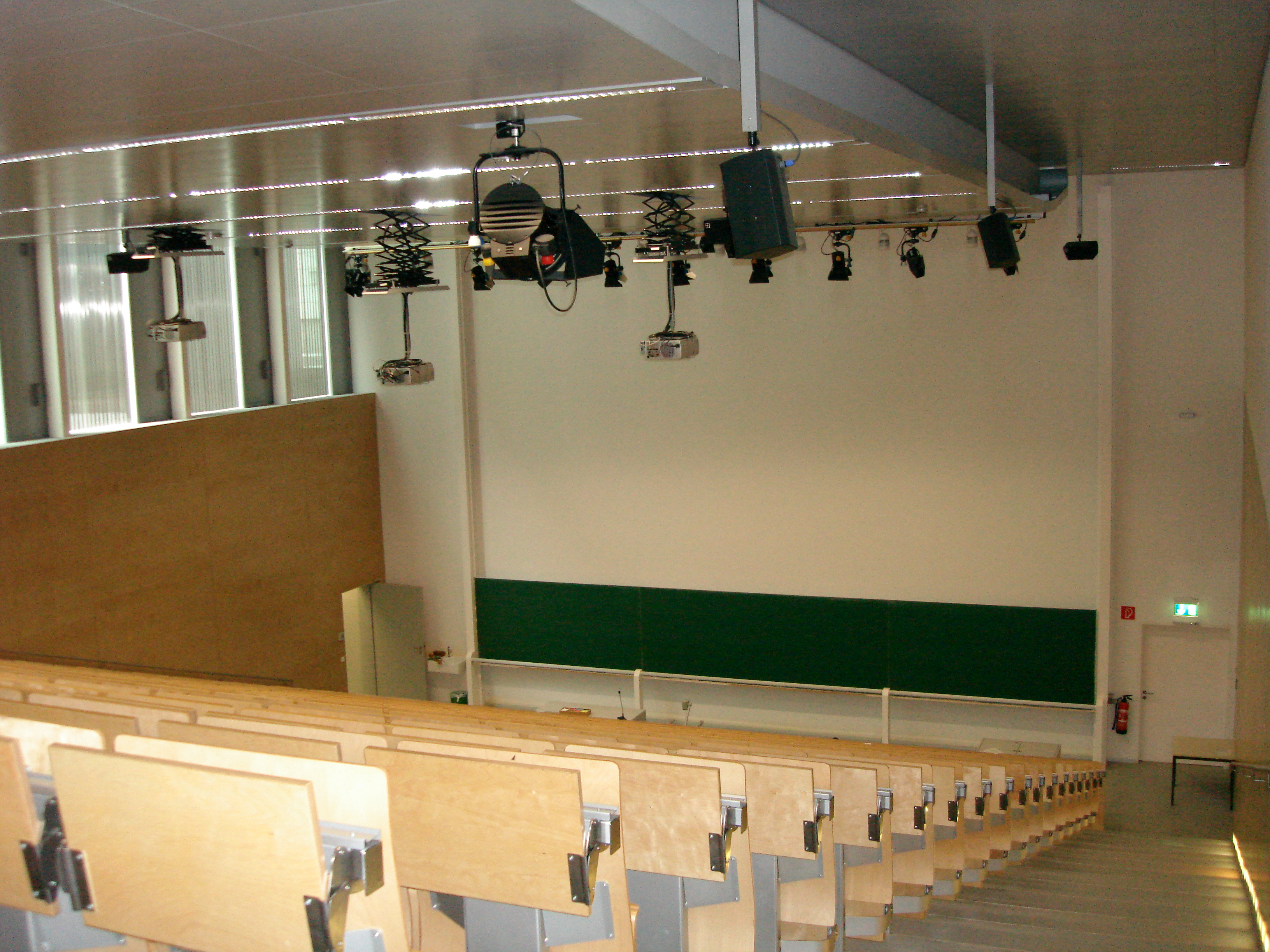
l'Università di Stoccarda a Vaihingen

L'Università di Stoccarda (Universität Stuttgart) fu fondata nel 1829 e si trova nella città di Stoccarda, nel Bundesland Baden-Württemberg. L'Università dispone di una propria stazione ferroviaria.

## Struttura
L'ateneo è organizzato nelle seguenti facoltà:
- Aeronautica, spazio e geodesia
- Architettura e urbanistica
- Chimica
- Economia e sociale
- Energia, ingegneria di processo e bio-ingegneria
- Informatica, ingegneria elettrica e informatica
- Ingegneria meccanica, ingegneria della produzione e ingegneria dell'autoveicolo
- Matematica e fisica
- Scienze, ingegneria civile e ambientale
- Storico-filosofica